# Эндотелий
Эндоте́лий, или ложный эпителий — однослойный пласт плоских клеток мезенхимного происхождения, выстилающий внутреннюю поверхность кровеносных и лимфатических сосудов, сердечных полостей, среднюю камеру глаза, сухожильные влагалища и т. д.

## Основные сведения
По современным представлениям, эндотелий — не просто барьер или фильтр.
Эндотелий — активный эндокринный орган, самый большой в теле, диффузно рассеянный по всем тканям.
Эндотелий синтезирует субстанции, важные для контроля свертывания крови, регуляции тонуса и артериального давления, фильтрационной функции почек, сократительной активности сердца, метаболического обеспечения мозга. Контролирует диффузию воды, ионов, продуктов метаболизма. Реагирует на механическое воздействие текущей жидкости, кровяное давление и ответное напряжение, создаваемое мышечным слоем сосуда. Чувствителен к химическим и анатомическим повреждениям, которые могут приводить к повышенной агрегации и адгезии (прилипанию) циркулирующих клеток, развитию тромбоза, оседанию липидных конгломератов.

## Строение
Эндотелий представляет собой внутреннюю выстилку кровеносных сосудов, отделяющую кровоток от более глубоких слоев сосудистой стенки. Это непрерывный монослой эпителиальных клеток, формирующих ткань, масса которой составляет у человека 1,5—2,0 кг. Эндотелий непрерывно вырабатывает огромное количество важнейших биологически активных веществ, являясь, таким образом, гигантским паракринным органом, распределенным по всей площади человеческого организма.

## Функции
Клетки эндотелия исполняют множество функций сосудистой системы, такие как:
- Вазоконстрикция и вазодилатация, для контроля артериального давления
- Регулирование компонентов свертывания крови, таких как тромбин и фибрин
- Ангиогенез (формирование новых кровеносных сосудов)

Эндотелий выполняет в том числе и важнейшую барьерную иммунную функцию.

## Заболевания
Заболевания, связанные с эндотелиальной дисфункцией:
- атеросклероз;
- гипертоническая болезнь;
- преэклампсия;
- коронарная недостаточность;
- инфаркт миокарда;
- диабет и инсулинорезистентность;
- почечная недостаточность;
- наследственные и приобретенные нарушения обмена (дислипидемия и др.);
- эндокринные возрастные нарушения;
- дыхательные легочные патологии (астма);
- спаечная болезнь брюшной полости[4][5].